# Qatar Stars League 2018-2019
La Qatar Stars League 2018-2019 è stata la 46ª edizione del massimo livello del campionato qatariota di calcio. Il campionato è iniziato il 4 agosto 2018 e si è concluso il 14 aprile 2019.

## Classifica finale
|                  | Pos. | Squadra        | Pt | G  | V  | N | P  | GF  | GS | DR  |
| ---------------- | ---- | -------------- | -- | -- | -- | - | -- | --- | -- | --- |
| Qatar (bandiera) | 1.   | Al-Sadd        | 57 | 22 | 18 | 3 | 1  | 100 | 22 | +78 |
|                  | 2.   | Al-Duhail      | 50 | 22 | 15 | 5 | 2  | 52  | 17 | +35 |
|                  | 3.   | Al-Sailiya     | 38 | 22 | 12 | 2 | 8  | 38  | 26 | +12 |
|                  | 4.   | Al-Rayyan      | 37 | 22 | 10 | 7 | 5  | 34  | 31 | +3  |
|                  | 5.   | Al-Ahli Doha   | 34 | 22 | 10 | 4 | 8  | 32  | 39 | -7  |
|                  | 6.   | Al-Arabi       | 30 | 22 | 10 | 0 | 12 | 27  | 41 | -14 |
|                  | 7.   | Al-Shahaniya   | 27 | 22 | 7  | 6 | 9  | 26  | 34 | -8  |
|                  | 8.   | Al-Gharafa     | 26 | 22 | 7  | 5 | 10 | 35  | 39 | -4  |
|                  | 9.   | Umm-Salal      | 23 | 22 | 6  | 5 | 11 | 24  | 44 | -20 |
|                  | 10.  | Al-Khor        | 20 | 22 | 5  | 5 | 12 | 22  | 36 | -14 |
|                  | 11.  | Qatar SC       | 16 | 22 | 4  | 4 | 14 | 20  | 42 | -22 |
|                  | 12.  | Al-Kharitiyath | 15 | 22 | 5  | 0 | 17 | 19  | 58 | -39 |

Legenda:

      Campione del Qatar e ammessa alla AFC Champions League 2020

      Ammesse alle qualificazioni della AFC Champions League 2020

      Retrocessa in Qatar Second Division 2019-2020
Tre punti a vittoria, uno a pareggio, zero a sconfitta.
La classifica viene stilata secondo i seguenti criteri:
- Punti conquistati
- Playoff (per titolo, partecipazione alle coppe e retrocessione)
- Differenza reti generale
- Reti totali realizzate

## Spareggio promozione-retrocessione
|          | Risultati |             | Luogo e data         |
| -------- | --------- | ----------- | -------------------- |
| Qatar SC | 1 - 0     | Muaither SC | Doha, 17 aprile 2019 |